# Фолкнер, Томас Джефферсон
Томас Джефферсон Ришельё Фолкнер (англ. Thomas Jefferson Richelieu Faulkner; 1869—1943) — инженер, бизнесмен, государственный деятель Либерии. Мэр Монровии.

## Биография
Томас Фолкнер родился в Северной Каролине в 1869 году. В 1881 году иммигрировал в Либерию. Во время Первой мировой войны был мэром Монровии. Фолкнер первым в Либерии провёл электричество и телефонную связь, а также построил завод по производству льда. На выборах 1927 года Фолкнер баллотировался на пост президента от Народной партии и проиграл действующему президенту Чарльзу Кингу. Фолкнер обвинил Кинга в фальсификации результатов выборов и обратился за поддержкой к Лиге Наций и Государственный департамент США, чтобы разоблачить коррумпированных чиновников Либерии. Фолкнер также участвовал в президентских выборах 1931 года, но проиграл Джеймсу Эдвину Баркли.
Умер 2 февраля 1943 года.

## Память
В 1974 году в Монровии был основан Колледж науки и техники имени Т. Дж. Р. Фолкнера, который состоит из двух факультетов: естественнонаучного и инженерного.